# 발효가족
《발효가족》은 2011년 12월 7일부터 2012년 2월 23일까지 한식을 소재로 방영한 JTBC의 개국 특집 수목 미니시리즈이다.

## 등장 인물
- 송일국: 기호태(고한돌) 역
- 박진희: 이강산 역
- 김영훈: 오해준 역
- 이민영: 이우주 역
- 최재성: 강도식 역
- 강신일: 이기찬 역
- 이대근: 설노인 역
- 김병춘: 한평만 역
- 윤희수: 나은비 역
- 신현빈: 유키에 역
- 조재완: 박현수 역
- 최용민: 오명철 역
- 정애리: 정현숙 역
- 이일화: 정금주 역
- 양동재: 김홍식 역
- 최재섭: 유정호 역
- 문혁: 병수 역
- 조연우: 한류 스타 차용빈 역(특별 출연)